# ストレング石
ストレング石（シュトレング石、ストレンガイト、英: Strengite)は、FePO4 · 2H2Oという組成式の、比較的稀少な鉄のリン酸塩鉱物 。「燐鉄鉱」とも呼ばれるが、同質異像のフォスフォシデライトと意味が重なるため、 前述の名称（ストレング石）の方が一般的である。
ラベンダー色、ピンク色あるいは紫色を呈し、鉄がアルミニウムに置き換わったバリサイトと似ている。また低pHかつ低酸化還元電位の条件では部分的に可溶性である。

## 発見と語源
1877年にヘッセン州ビーバータールのGrube Eleonore鉱山で、August Nies(1854年-1931年)が初めて発見した。Niesの恩師の鉱物学者ヨハン・アウグスト・シュトレング教授(1830年-1897年)に因んで命名された。